# Nicolas Douchez
Nicolas Douchez (Rosny-sous-Bois, 1980. április 22. –) francia labdarúgó, posztját tekintve kapus.

## Pályafutása
Douchez a Le Havre csapatánál kezdte pályafutását, innen igazolt a Châteaurouxhoz, ahol bemutatkozhatott felnőtt bajnokin is. 2008-ban igazolta le a Rennes, ahol több mint 100 bajnokin állhatott a kapuban. 2011-ben szerződtette a Paris Saint-Germain FC. Bár ő védett például a 2014-es ligakupa fináléjában, amit 2-1-re megnyert csapatával a Olympique Lyonnais ellen, többnyire Salvatore Sirigu, majd Kevin Trapp mögé szorul a házi rangsorban.

## Sikerei, díjai
- Paris Saint-Germain:
  - Ligue 1: 2012–13, 2013–14
  - Francia szuperkupa: 2013, 2014
  - Francia ligakupa: 2013–14, 2014–15
  - Francia kupa : 2014–2015